# Oro coloidal

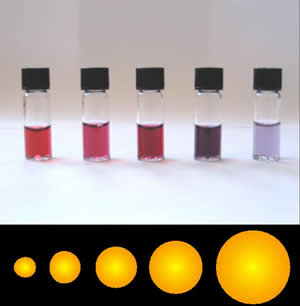
Suspensiones de nanopartículas de oro de varios tamaños. La diferencia de tamaño provoca la diferencia de colores.

El oro coloidal es un sol o suspensión coloidal de nanopartículas de oro en un líquido, generalmente agua. El coloide suele ser de un color rojo intenso (para partículas esféricas de menos de 100 nm) o azul/violeta (para partículas esféricas más grandes o nanobarras). Debido a sus propiedades ópticas, electrónicas y de reconocimiento molecular, las nanopartículas de oro son objeto de una investigación sustancial, con muchas aplicaciones potenciales o prometidas en una amplia variedad de áreas, que incluyen microscopía electrónica, nanotecnología, ciencia de materiales y biomedicina.
Las propiedades de las nanopartículas de oro coloidal y, por tanto, sus posibles aplicaciones, dependen en gran medida de su tamaño y forma. Por ejemplo, las partículas en forma de varilla tienen picos de absorción tanto transversal como longitudinal, y la anisotropía de la forma afecta su autoensamblaje.

## Historia

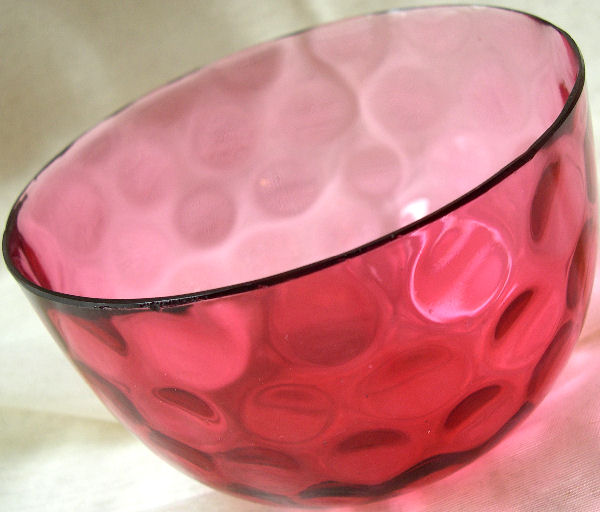
Este cuenco de vidrio de color arándano se hizo agregando una sal de oro (probablemente cloruro de oro) al vidrio fundido.

Utilizado desde la antigüedad como método para teñir vidrieras, el oro coloidal se utilizó en la Copa de Licurgo del siglo IV, que cambia de color según la ubicación de la fuente de luz.
Durante la Edad Media, el oro soluble, una solución que contiene sal de oro, tenía fama de tener propiedades curativas para diversas enfermedades. En 1618, Francis Anthony, filósofo y miembro de la profesión médica, publicó un libro llamado Panacea Aurea, sive tractatus duo de ipsius Auro Potabili (en latín: poción de oro o dos tratamientos de oro potable). El libro presenta información sobre la formación de oro coloidal y sus usos médicos. Aproximadamente medio siglo después, el botánico inglés Nicholas Culpepper publicó el libro en 1656, Tratado de Aurum Potabile, discutiendo únicamente los usos médicos del oro coloidal.
En 1676, Johann Kunckel, un químico alemán, publicó un libro sobre la fabricación de vidrieras. En su libro Valuable Observations or Remarks About the Fixed and Vollatile Sales-Auro and Argento Potabile, Spiritu Mundi and the Like, Kunckel asumió que el color rosa de Aurum Potabile provenía de pequeñas partículas de oro metálico, no visibles para los ojos humanos . En 1842, John Herschel inventó un proceso fotográfico llamado crisotipo (del griego χρῡσός que significa «oro») que usaba oro coloidal para registrar imágenes en papel.
La evaluación científica moderna del oro coloidal no comenzó hasta el trabajo de Michael Faraday en la década de 1850. En 1856, en un laboratorio del sótano de Royal Institution, Faraday creó accidentalmente una solución de color rojo rubí mientras montaba trozos de pan de oro en portaobjetos de microscopio. Como ya estaba interesado en las propiedades de la luz y la materia, Faraday investigó más a fondo las propiedades ópticas del oro coloidal. Preparó la primera muestra pura de oro coloidal, al que llamó 'oro activado', en 1857. Usó fósforo para reducir una solución de cloruro de oro. El oro coloidal que Faraday hizo hace 150 años sigue siendo ópticamente activo. Durante mucho tiempo, la composición del oro «rubí» no estuvo clara. Varios químicos sospecharon que era un compuesto de oro y estaño, debido a su preparación. Faraday reconoció que el color se debía en realidad al tamaño en miniatura de las partículas de oro. Observó las propiedades de dispersión de la luz de las micropartículas de oro suspendidas, que ahora se llama efecto Faraday-Tyndall.
En 1898, Richard Adolf Zsigmondy preparó el primer oro coloidal en solución diluida. Además de Zsigmondy, Theodor Svedberg, quien inventó la ultracentrifugación, y Gustav Mie, quien proporcionó la teoría de la dispersión y absorción por partículas esféricas, también estaban interesados en la síntesis y propiedades del oro coloidal.
Con los avances en diversas tecnologías analíticas en el siglo XX, los estudios sobre nanopartículas de oro se han acelerado. Los métodos avanzados de microscopía, como la microscopía de fuerza atómica y la microscopía electrónica, son los que más han contribuido a la investigación de nanopartículas. Debido a su síntesis relativamente fácil y alta estabilidad, se han estudiado varias partículas de oro para sus usos prácticos. Ya se utilizan diferentes tipos de nanopartículas de oro en muchas industrias, como la electrónica.

## Propiedades físicas

### Óptica

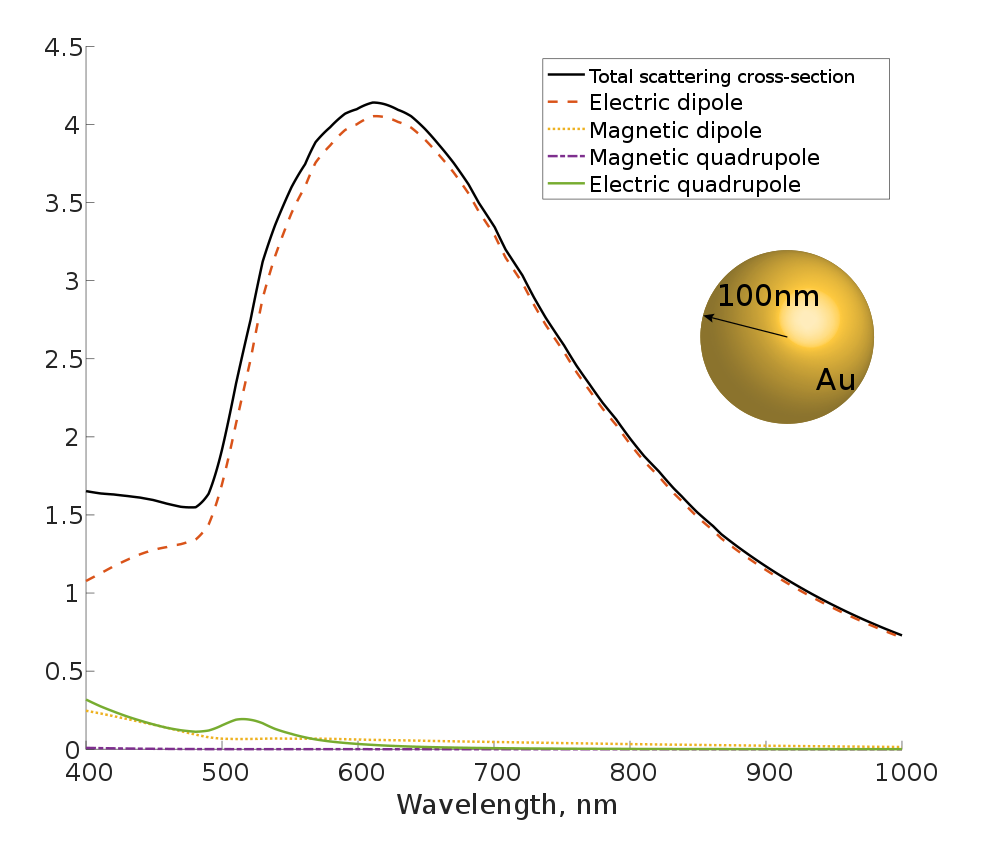
La variación de la sección transversal de dispersión de una nanopartícula de oro de 100 nm de radio frente a la longitud de onda

Los artistas han utilizado oro coloidal durante siglos debido a las interacciones de las nanopartículas con la luz visible. Las nanopartículas de oro absorben y dispersan la luz dando como resultado colores que van desde rojos vibrantes (partículas más pequeñas) hasta azules y negros y finalmente transparentes e incoloros (partículas más grandes), según el tamaño, la forma, el índice de refracción local y el estado de agregación de las partículas. Estos colores ocurren debido a un fenómeno llamado resonancia de plasmón de superficie localizada (LSPR), en el que los electrones de conducción en la superficie de la nanopartícula oscilan en resonancia con la luz incidente.

#### Efecto del tamaño
Como regla general, la longitud de onda de la luz absorbida aumenta en función del aumento del tamaño de las nanopartículas. Por ejemplo, nanopartículas de oro pseudoesféricas con diámetros ~ 30 nm tienen un pico de absorción LSPR a ~ 530 nm. 

#### Efecto del índice de refracción local
Los cambios en el color aparente de una solución de nanopartículas de oro también pueden ser causados por el entorno en el que está suspendido el oro coloidal Las propiedades ópticas de las nanopartículas de oro dependen del índice de refracción cerca de la superficie de la nanopartícula, por lo tanto, ambas moléculas unidos directamente a la superficie de la nanopartícula (es decir, ligandos de nanopartículas) y/o el disolvente de nanopartículas, ambos pueden influir en las características ópticas observadas. A medida que aumenta el índice de refracción cerca de la superficie del oro, el NP LSPR cambiará a longitudes de onda más largas. Además del entorno solvente, el pico de extinción se puede ajustar recubriendo las nanopartículas con capas no conductoras como sílice, biomoléculas o óxido de aluminio.

#### Efecto de la agregación
Cuando las nanopartículas de oro se agregan, las propiedades ópticas de la partícula cambian, porque el tamaño, la forma y el entorno dieléctrico efectivos de las partículas cambian.

## Investigación médica

### Microscopía electrónica
El oro coloidal y varios derivados se encuentran desde hace mucho tiempo entre los marcadores más utilizados para antígenos en microscopía electrónica biológica. Las partículas de oro coloidal se pueden unir a muchas sondas biológicas tradicionales, como anticuerpos, lectinas, superantígenos, glucanos, ácidos nucleicos y receptores. Las partículas de diferentes tamaños se pueden distinguir fácilmente en micrografías electrónicas, lo que permite experimentos de etiquetado múltiple simultáneos.
Además de las sondas biológicas, las nanopartículas de oro se pueden transferir a varios sustratos minerales, como mica, silicio monocristalino y oro atómicamente plano (III), para ser observados bajo microscopía de fuerza atómica (AFM).

### Sistema de suministro de medicamento
Las nanopartículas de oro se pueden utilizar para optimizar la biodistribución de fármacos a órganos, tejidos o células enfermos, con el fin de mejorar y dirigir la administración de fármacos. La administración del fármaco mediada por nanopartículas es factible sólo si la distribución del fármaco es inadecuada. Estos casos incluyen el direccionamiento de fármacos inestables (proteínas, ARNip, ADN), administración a sitios difíciles (cerebro, retina, tumores, orgánulos intracelulares) y fármacos con efectos secundarios graves (por ejemplo, agentes anticancerígenos). El rendimiento de las nanopartículas depende del tamaño y las funcionalidades superficiales de las partículas. Además, la liberación del fármaco y la desintegración de las partículas pueden variar según el sistema (por ejemplo, polímeros biodegradables sensibles al pH). Un sistema óptimo de administración de nanofármacos asegura que el fármaco activo esté disponible en el sitio de acción durante el tiempo y la duración correctos, y su concentración debe estar por encima de la concentración mínima efectiva (MEC) y por debajo de la concentración mínima tóxica (MTC).
Las nanopartículas de oro se están investigando como portadores de fármacos como el paclitaxel. La administración de fármacos hidrófobos requiere encapsulación molecular y se encuentra que las partículas nanométricas son particularmente eficientes para evadir el sistema reticuloendotelial .

### Detección de tumores
En la investigación del cáncer, el oro coloidal puede usarse para atacar tumores y proporcionar detección usando SERS (espectroscopía Raman mejorada de superficie) in vivo. Estas nanopartículas de oro están rodeadas de reporteros Raman, que proporcionan una emisión de luz 200 veces más brillante que los puntos cuánticos. Se encontró que los indicadores Raman se estabilizaron cuando las nanopartículas se encapsularon con una capa de polietilenglicol modificado con tiol. Esto permite la compatibilidad y la circulación in vivo . Para apuntar específicamente a células tumorales, las partículas de oro polietilengilado se conjugan con un anticuerpo (o un fragmento de anticuerpo tal como scFv), contra, por ejemplo, el receptor del factor de crecimiento epidérmico, que a veces se sobreexpresa en células de ciertos tipos de cáncer. Usando SERS, estas nanopartículas de oro pegilado pueden detectar la ubicación del tumor.
Las nanopartículas de oro se acumulan en los tumores, debido a la filtración de la vasculatura del tumor, y se pueden usar como agentes de contraste para obtener imágenes mejoradas en un sistema de tomografía óptica de resolución temporal que utiliza láseres de pulso corto para la detección del cáncer de piel en un modelo de ratón. Se ha descubierto que las nanopartículas de oro esféricas administradas por vía intravenosa ampliaron el perfil temporal de las señales ópticas reflejadas y mejoraron el contraste entre el tejido normal circundante y los tumores.

### Terapia genética
Las nanopartículas de oro han mostrado potencial como vehículos de administración intracelular para oligonucleótidos de ARNip con un impacto terapéutico máximo.
Las nanopartículas de oro muestran potencial como vehículos de administración intracelular para oligonucleótidos antisentido (ADN monocatenario y bicatenario) al proporcionar protección contra nucleasas intracelulares y facilidad de funcionalización para el direccionamiento selectivo.

### Agentes fototermales
Se están investigando las nanovarillas o nanorods de oro como agentes fototérmicos para aplicaciones in vivo. Las nanovarillas de oro son nanopartículas de oro en forma de varilla cuyas relaciones de aspecto sintonizan la banda de resonancia de plasmón de superficie (SPR) desde la longitud de onda visible hasta la del infrarrojo cercano. La extinción total de la luz en el SPR se compone tanto de absorción como de dispersión. Para nanovarillas de diámetro axial más pequeño (~ 10 nm), la absorción domina, mientras que para las nanovarillas de mayor diámetro axial (> 35 nm) puede dominar la dispersión. Como consecuencia, para los estudios in vivo, se están utilizando nanovarillas de oro de diámetro pequeño como convertidores fototérmicos de luz infrarroja cercana debido a sus secciones transversales de alta absorción. Dado que la luz de infrarrojo cercano se transmite fácilmente a través de la piel y los tejidos humanos, estas nanovarillas pueden usarse como componentes de ablación para el cáncer y otros objetivos. Cuando se recubren con polímeros, se ha observado que las nanovarillas de oro circulan in vivo con vidas medias superiores a 6 horas, tiempos de residencia corporal de alrededor de 72 horas y poca o ninguna absorción en ningún órgano interno excepto el hígado.
A pesar del incuestionable éxito de las nanovarillas de oro como agentes fototérmicos en la investigación preclínica, aún no han obtenido la aprobación para uso clínico porque el tamaño está por encima del umbral de excreción renal. En 2019, se ha informado de la primera arquitectura ultrapequeña plasmónica absorbente de NIR, que combina conjuntamente: (i) una conversión fototérmica adecuada para tratamientos de hipertermia, (ii) la posibilidad de múltiples tratamientos fototérmicos y (iii) la excreción renal de los bloques de construcción después de la acción terapéutica.

### Potenciador de dosis de radioterapia
Se ha mostrado un interés considerable en el uso de oro y otras nanopartículas que contienen átomos pesados para mejorar la dosis administrada a los tumores. Dado que los tumores absorben las nanopartículas de oro más que el tejido sano cercano, la dosis se mejora de forma selectiva. La eficacia biológica de este tipo de terapia parece deberse al depósito local de la dosis de radiación cerca de las nanopartículas. Este mecanismo es el mismo que ocurre en la terapia de iones pesados.

### Detección de gases tóxicos
Los investigadores han desarrollado métodos sencillos y económicos para la detección in situ de sulfuro de hidrógeno H
2S presente en el aire basado en la antiagregación de nanopartículas de oro (AuNPs). Disolución de H
2S en una solución tampón alcalina débil conduce a la formación de HS-, que puede estabilizar los AuNP y garantizar que mantengan su color rojo, lo que permite la detección visual de niveles tóxicos de H
2S.

### Biosensor a base de nanopartículas de oro
Las nanopartículas de oro se incorporan a los biosensores para mejorar su estabilidad, sensibilidad y selectividad. Las propiedades de las nanopartículas como el tamaño pequeño, la alta relación superficie-volumen y la alta energía superficial permiten la inmovilización de una amplia gama de biomoléculas. La nanopartícula de oro, en particular, también podría actuar como «alambre de electrones» para transportar electrones y su efecto de amplificación sobre la luz electromagnética le permite funcionar como amplificador de señal. Los principales tipos de biosensores basados en nanopartículas de oro son los biosensores ópticos y electroquímicos.

#### Biosensor óptico

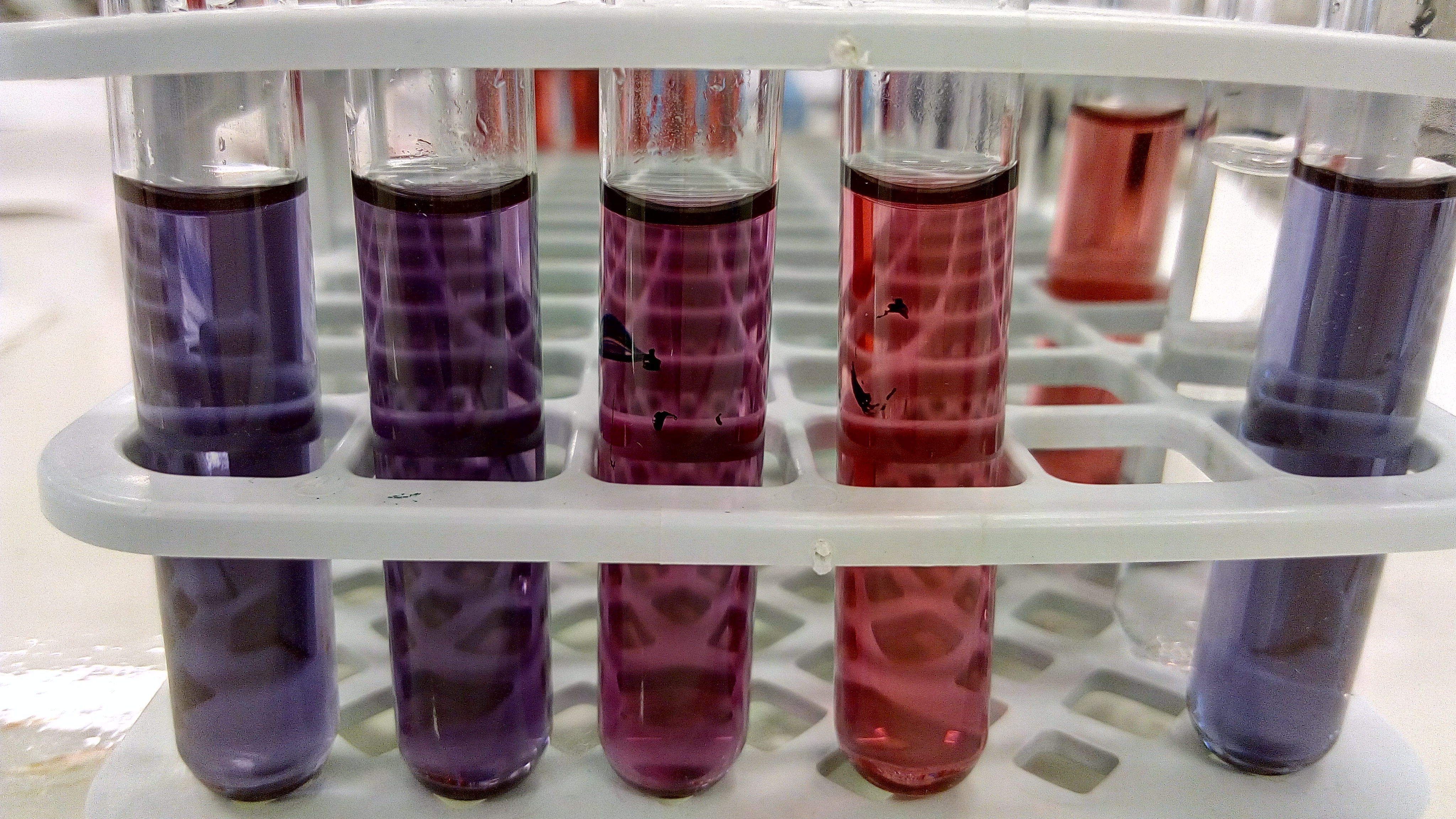
Biosensor de glutatión (GSH) a base de nanopartículas de oro (Au-NP). Los AuNP están funcionalizados con un grupo químico que se une al GSH y hace que los NP colapsen parcialmente y, por lo tanto, cambien de color. La cantidad exacta de GSH se puede obtener mediante espectroscopia UV-vis a través de una curva de calibración.

Las nanopartículas de oro mejoran la sensibilidad del sensor óptico en respuesta al cambio en el índice de refracción local. El ángulo de la luz de incidencia para la resonancia del plasmón superficial, una interacción entre la onda de luz y los electrones conductores en el metal, cambia cuando otras sustancias están unidas a la superficie del metal. Debido a que el oro es muy sensible a la constante dieléctrica de su entorno, unión de un analito cambiaría significativamente la SPR de las nanopartículas de oro y, por lo tanto, permitiría una detección más sensible. La nanopartícula de oro también podría amplificar la señal SPR. Cuando la onda de plasmón pasa a través de la nanopartícula de oro, la densidad de carga en la onda y el electrón en el oro interactúan y dan como resultado una respuesta energética más alta, lo que se denomina acoplamiento de electrones. Dado que el analito y el biorreceptor ahora se unen al oro, aumenta la masa aparente del analito y, por lo tanto, amplifica la señal. Estas propiedades se han utilizado para construir un sensor de ADN con 1000 veces más sensible que sin el Au NP. El sensor de humedad también se construyó alterando el espacio entre átomos entre moléculas con el cambio de humedad, el cambio entre espacios también daría como resultado un cambio en el LSPR de Au NP.

#### Biosensor electroquímico
El sensor electroquímico convierte la información biológica en señales eléctricas que podrían detectarse. La conductividad y biocompatibilidad de Au NP le permiten actuar como «alambre de electrones». Transfiere electrones entre el electrodo y el sitio activo de la enzima. Se puede lograr de dos maneras: conecte el NP de Au a la enzima o al electrodo. El electrodo de monocapa de GNP-glucosa oxidasa se construyó utilizando estos dos métodos. El Au NP permitió una mayor libertad en la orientación de la enzima y, por lo tanto, una detección más sensible y estable. Au NP también actúa como plataforma de inmovilización de la enzima. La mayoría de las biomoléculas se desnaturalizan o pierden su actividad cuando interactúan con el electrodo. La biocompatibilidad y la alta energía superficial del Au le permiten unirse a una gran cantidad de proteína sin alterar su actividad y da como resultado un sensor más sensible. Además, Au NP también cataliza reacciones biológicas. Nanopartícula de oro menor de 2 nm ha mostrado actividad catalítica para la oxidación del estireno.

#### Biosensor inmunológico
Se han recubierto nanopartículas de oro con péptidos y glicanos para su uso en métodos de detección inmunológica. La posibilidad de usar gliconanopartículas en ELISA fue inesperada, pero el método parece tener una alta sensibilidad y, por lo tanto, ofrece potencial para el desarrollo de ensayos específicos para la identificación diagnóstica anticuerpos en sueros de pacientes.

### Películas delgadas
Las nanopartículas de oro cubiertas con ligandos orgánicos, como las moléculas de alcanotiol, pueden autoensamblarse en grandes monocapas (> cm{\displaystyle ^{2}}). Las partículas se preparan primero en un disolvente orgánico, como cloroformo o tolueno, y luego se esparcen en monocapas sobre una superficie líquida o sobre un sustrato sólido. Tales películas finas interfaciales de nanopartículas tienen una estrecha relación con las monocapas de Langmuir-Blodgett hechas de tensioactivos.
Las propiedades mecánicas de las monocapas de nanopartículas se han estudiado ampliamente. Para 5 nm cubiertas con dodecanotiol, el módulo de Young de la monocapa es del orden de GPa. La mecánica de las membranas está guiada por fuertes interacciones entre capas de ligandos en partículas adyacentes. Tras la fractura, las películas se agrietan perpendicularmente a la dirección de la deformación con un esfuerzo de fractura de 11 {\displaystyle \pm } 2,6 MPa, comparable al de las películas poliméricas reticuladas. Las membranas de nanopartículas independientes exhiben una rigidez a la flexión del orden de 10 {\displaystyle ^{5}} eV, mayor de lo que se predice en teoría para placas continuas del mismo espesor, debido a restricciones microestructurales no locales como el acoplamiento no local de grados de libertad de rotación de partículas. Por otro lado, se encuentra que la resistencia a la flexión se reduce en gran medida en las monocapas de nanopartículas que están soportadas en la interfaz aire / agua, posiblemente debido a la detección de interacciones de ligando en un ambiente húmedo.

## Química de superficie
En muchos tipos diferentes de síntesis de oro coloidal, la interfaz de las nanopartículas puede mostrar caracteres muy diferentes, que van desde una interfaz similar a una monocapa autoensamblada hasta un límite desordenado sin patrones repetidos. Más allá de la interfaz Au-Ligando, la conjugación de los ligandos interfaciales con varios restos funcionales (desde pequeñas moléculas orgánicas hasta polímeros, ADN y ARN) proporciona al oro coloidal gran parte de su vasta funcionalidad.

### Intercambio/funcionalización de ligandos
Después de la síntesis inicial de nanopartículas, los ligandos de oro coloidal a menudo se intercambian con nuevos ligandos diseñados para aplicaciones específicas. Por ejemplo, las NP de Au producidas mediante el método de estilo Turkevich (o reducción de citrato) reaccionan fácilmente mediante reacciones de intercambio de ligandos, debido a la unión relativamente débil entre los grupos carboxilo y las superficies de las NP. Este intercambio de ligando puede producir la conjugación con una serie de biomoléculas desde el ADN hasta el ARN hasta las proteínas y los polímeros (como el PEG) para aumentar la biocompatibilidad y la funcionalidad. Por ejemplo, se ha demostrado que los ligandos mejoran laactividad catalítica al mediar interacciones entre los adsorbatos y las superficies de oro activo para reacciones de oxigenación específicas. El intercambio de ligandos también se puede utilizar para promover la transferencia de fase de las partículas coloidales. El intercambio de ligando también es posible con NP detenidas por alcano-tiol producidas por el método de síntesis de tipo Brust, aunque se necesitan temperaturas más altas para promover la velocidad de desprendimiento del ligando. Se logra un método alternativo para una funcionalización adicional mediante la conjugación de los ligandos con otras moléculas, aunque este método puede provocar la degradación de la estabilidad coloidal de las NP de Au.

### Eliminación de ligandos
En muchos casos, como en diversas aplicaciones catalíticas de alta temperatura de Au, la eliminación de los ligandos de remate produce propiedades fisicoquímicas más deseables. La eliminación de ligandos del oro coloidal mientras se mantiene un número relativamente constante de átomos de Au por NP de Au puede ser difícil debido a la tendencia de estos grupos desnudos a agregarse. La eliminación de ligandos se puede lograr en parte simplemente lavando todo el exceso de ligandos de remate, aunque este método es ineficaz para eliminar todo el ligando de remate. Más a menudo, la eliminación del ligando se logra a alta temperatura o ablación con luz seguida de lavado. Alternativamente, los ligandos pueden atacarse electroquímicamente.

### Estructura superficial y entorno químico.
La estructura precisa de los ligandos en la superficie de las nanopartículas de oro coloidal impacta sus propiedades. Las conformaciones de unión y el empaquetamiento superficial de los ligandos de remate en la superficie de las NP de oro coloidal tienden a diferir mucho de la adsorción del modelo de superficie a granel, en gran parte debido a la alta curvatura observada en las superficies de las nanopartículas. Las interfaces de tiolato-oro a nanoescala se han estudiado bien y se observa que los ligandos de tiolato extraen los átomos de Au de la superficie de las partículas para obtener motivos «básicos» que tienen un carácter significativo de Thiyl-Au (0). La superficie de citrato-oro, por otro lado, está relativamente menos estudiada debido a la gran cantidad de conformaciones de unión del citrato a las superficies curvas de oro. Un estudio realizado en 2014 identificó que la unión más preferida del citrato involucra dos ácidos carboxílicos y el grupo hidroxilo del citrato se une a tres átomos de metal en la superficie.

## Salud y seguridad
Dado que las nanopartículas de oro (AuNP) se investigan más a fondo para la administración selectiva de fármacos en humanos, su toxicidad tiene que ser considerada. En su mayor parte, se sugiere que los AuNP son biocompatibles,[cita requerida] pero es necesario determinar las concentraciones a las que se vuelven tóxicas, y si esas concentraciones caen dentro del rango de concentraciones utilizadas. La toxicidad se puede probar in vitro e in vivo . Los resultados de toxicidad in vitro pueden variar según el tipo de medio de crecimiento celular con diferentes composiciones de proteínas, el método utilizado para determinar la toxicidad celular (salud celular, estrés celular, cuántas células se introducen en una célula) y los ligandos de protección en solución. Las evaluaciones in vivo pueden determinar la salud general de un organismo (comportamiento anormal, pérdida de peso, promedio de vida), así como la toxicología específica del tejido (riñón, hígado, sangre) y las respuestas inflamatorias y oxidativas. Los experimentos in vitro son más populares que los experimentos in vivo porque los experimentos in vitro son más simples de realizar que los experimentos in vivo.

### Toxicidad y peligros en síntesis
Aunque las AuNPs de oro en sí parecen tener una toxicidad baja o insignificante,[cita requerida] y la literatura muestra que la toxicidad tiene mucho más que ver con los ligandos que con las partículas en sí, la síntesis de ellos involucra químicos que son peligrosos. El borohidruro de sodio, un reactivo fuerte, se usa para reducir los iones de oro a metal dorado. Los iones de oro generalmente provienen del ácido cloroáurico, un ácido potente. Debido a la alta toxicidad y peligrosidad de los reactivos utilizados para sintetizar AuNP, surgió la necesidad de métodos de síntesis más «verdes».

### Toxicidad debida a los ligandos de protección
Algunos de los ligandos de protección asociados con AuNP pueden ser tóxicos mientras que otros no lo son. Para las nanovarillas de oro (AuNR), se ha demostrado una fuerte citotoxicidad asociada a AuNR estabilizadas con CTAB a baja concentración, pero se cree que CTAB libre fue el culpable de la toxicidad. Las modificaciones que recubren estas AuNR reducen esta toxicidad en las células de cáncer de colon humano (HT-29) al evitar que las moléculas de CTAB se desorben de las AuNR nuevamente en la solución. La toxicidad del ligando también se puede observar en las AuNP. En comparación con la toxicidad del 90% de HAuCl4 a la misma concentración, se demostró que las AuNP con extremos carboxilato no eran tóxicas. Las AuNP grandes conjugadas con biotina, cisteína, citrato y glucosa no eran tóxicas en las células de leucemiahumana (K562) en concentraciones de hasta 0,25 M. Además, se ha demostrado que las nanoesferas de oro cubiertas con citrato (AuNS) son compatibles con la sangre humana y no causan agregación plaquetaria ni una respuesta inmune. Sin embargo, nanopartículas de oro cubiertas con citrato de tamaño 8-37 nm resultaron ser letalmente tóxicas para ratones, provocando una vida útil más corta, enfermedad grave, pérdida de apetito y peso, decoloración del cabello y daño al hígado, el bazo y los pulmones; las nanopartículas de oro se acumulan en el bazo y el hígado después de viajar por una sección del sistema inmunológico. Hay opiniones mixtas para las AuNP modificadas con polietilenglicol (PEG). Se encontró que estas AuNPs eran tóxicas para el hígado de ratón por inyección, causando muerte celular e inflamación menor. Sin embargo, las AuNP conjugadas con copolímeros de PEG mostraron una toxicidad insignificante hacia las células del colon humano (Caco-2). La toxicidad de AuNP también depende de la carga global de los ligandos. En ciertas dosis, las AuNS que tienen ligandos con carga positiva son tóxicas en las células renales de mono (Cos-1), los glóbulos rojos humanos y E. coli debido a la interacción de las AuNS con la membrana celular cargada negativamente; se ha encontrado que las AuNS con ligandos cargados negativamente no son tóxicas en estas especies. Además de los experimentos in vivo e in vitro mencionados anteriormente, se han realizado otros experimentos similares. Los alquiltiolato-AuNP con terminales de ligando de trimetilamonio median en la translocación de ADN a través de las membranas celulares de mamíferos in vitro a un nivel elevado, lo que es perjudicial para estas células. La neblina corneal en conejos se ha curado in vivo mediante el uso de nanopartículas de oro cubiertas con polietilemnimina que fueron transfectadas con un gen que promueve la cicatrización de heridas e inhibe la fibrosis corneal.

### Toxicidad por tamaño de nanopartículas
La toxicidad en ciertos sistemas también puede depender del tamaño de la nanopartícula. Las AuNSs tamaño 1.4 nm resultaron tóxicas en células de cáncer de piel humana (SK-Mel-28), células de cáncer de cuello uterino humano (HeLa), células de fibroblastos de ratón (L929) y macrófagos de ratón (J774A.1), mientras que las AuNS de 0.8, 1.2 y 1.8 nm eran menos tóxicas en una cantidad seis veces mayor, y las AuNS de 15 nm no eran tóxicas. Existe alguna evidencia de acumulación de AuNP después de la inyección en estudios in vivo, pero esto depende mucho del tamaño. Se descubrió que las AuNP de 1.8 nm estaban casi totalmente atrapadas en los pulmones de las ratas. También se encontró que las AuNP de diferentes tamaños se acumulaban en la sangre, cerebro, estómago, páncreas, riñones, hígado, y bazo.
Las investigaciones de bioseguridad y biocinética en nano-arquitecturas ultrapequeñas biodegradables han demostrado que las nanopartículas de oro pueden evitar la acumulación de metales en los organismos a través del escape por la vía renal.

## Síntesis

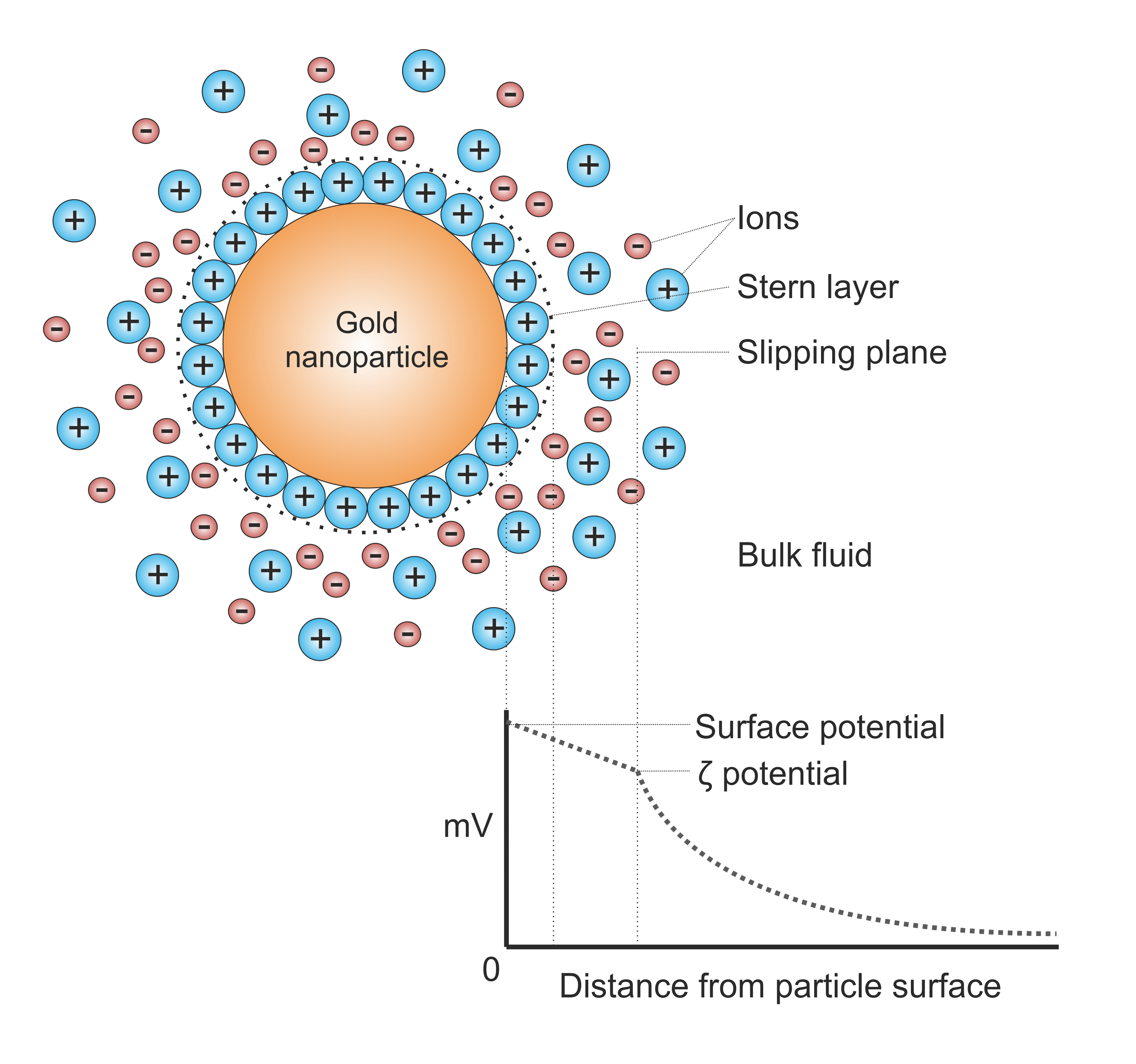
Diferencia de potencial en función de la distancia desde la superficie de la partícula.

Generalmente, las nanopartículas de oro se producen en un líquido («métodos químicos líquidos») por reducción de ácido cloroáurico ( H[AuCl
4]). Para evitar que las partículas se agreguen, se agregan agentes estabilizantes. El citrato actúa tanto como agente reductor como estabilizador coloidal.
Se pueden funcionalizar con varios ligandos orgánicos para crear híbridos orgánico-inorgánicos con funcionalidad avanzada.

### Método Turkevich
Este sencillo método fue iniciado por J. Turkevich et al. en 1951 y refinado por G. Frens en la década de 1970. Produce nanopartículas de oro esféricas modestamente monodispersas de alrededor de 10-20 nm de diámetro. Se pueden producir partículas más grandes, pero a costa de la monodispersidad y la forma. En este método, el ácido cloroáurico caliente se trata con una solución de citrato de sodio, produciendo oro coloidal. La reacción de Turkevich procede mediante la formación de nanocables de oro transitorios. Estos nanocables de oro son responsables de la apariencia oscura de la solución de reacción antes de que se vuelva «rojo rubí».

### Agentes de taponamiento
Se utiliza un agente de taponamiento durante la síntesis de nanopartículas para inhibir el crecimiento y la agregación de partículas. El químico bloquea o reduce la reactividad en la periferia de la partícula; un buen agente de remate tiene una gran afinidad por los nuevos núcleos. Los iones citrato o ácido tánico funcionan como agente reductor y como agente de remate. Menos citrato de sodio da como resultado partículas más grandes.

### Método de Brust-Schiffrin
Este método fue descubierto por Brust y Schiffrin a principios de la década de 1990, y se puede utilizar para producir nanopartículas de oro en líquidos orgánicos que normalmente no son miscibles con agua (como el tolueno). Consiste en la reacción de una solución de ácido cloraúrico con una solución de bromuro de tetraoctilamonio (TOAB) en tolueno y borohidruro de sodio como anticoagulante y agente reductor, respectivamente.
Aquí, las nanopartículas de oro rondarán entre 5 y 6 nm. NaBH4 es el agente reductor y TOAB es tanto el catalizador de transferencia de fase como el agente estabilizador.
El TOAB no se une a las nanopartículas de oro de manera particularmente fuerte, por lo que la solución se agregará gradualmente en el transcurso de aproximadamente dos semanas. Para evitar esto, se puede agregar un agente aglutinante más fuerte, como un tiol (en particular, alcanetioles), que se unirá al oro, produciendo una solución casi permanente. Las nanopartículas de oro protegidas con alcanotiol se pueden precipitar y luego redisolver. Los tioles son mejores agentes aglutinantes porque existe una fuerte afinidad por los enlaces oro-azufre que se forman cuando las dos sustancias reaccionan entre sí. El tetradodecantiol es un agente aglutinante fuerte de uso común para sintetizar partículas más pequeñas. Parte del agente de transferencia de fase puede permanecer unido a las nanopartículas purificadas, esto puede afectar las propiedades físicas como la solubilidad. Para eliminar la mayor cantidad posible de este agente, las nanopartículas deben purificarse aún más mediante extracción soxhlet.

### Método Perrault
Este enfoque, descubierto por Perrault y Chan en 2009, utiliza hidroquinona para reducir el HAuCl4 en una solución acuosa que contiene semillas de nanopartículas de oro de 15 nm. Este método de síntesis basado en semillas es similar al utilizado en el revelado de películas fotográficas, en el que los granos de plata dentro de la película crecen mediante la adición de plata reducida en su superficie. Asimismo, las nanopartículas de oro pueden actuar junto con la hidroquinona para catalizar la reducción del oro iónico en su superficie. La presencia de un estabilizador como el citrato da como resultado la deposición controlada de átomos de oro sobre las partículas y el crecimiento. Normalmente, las semillas de nanopartículas se producen utilizando el método del citrato. El método de la hidroquinona complementa el de Frens, ya que amplía el rango de tamaños de partículas esféricas monodispersas que se pueden producir. Mientras que el método de Frens es ideal para partículas de 12-20 nm, el método de la hidroquinona puede producir partículas de al menos 30-300 nm.

### Método Martin
Este sencillo método, descubierto por Martin y Eah en 2010, genera nanopartículas de oro «desnudas» casi monodispersas en agua. Controlar con precisión la estequiometría de reducción ajustando la proporción de iones NaBH4-NaOH a iones HAuCl4-HCl dentro de la «zona dulce», junto con el calentamiento, permite un ajuste de diámetro reproducible entre 3 y 6 nm. Las partículas acuosas son coloidalmente estables debido a su alta carga del exceso de iones en solución. Estas partículas pueden revestirse con diversas funcionalidades hidrófilas o mezclarse con ligandos hidrófobos para aplicaciones en disolventes no polares. En los disolventes no polares, las nanopartículas permanecen muy cargadas y se autoensamblan en gotas de líquido para formar monocapas 2D de nanopartículas monodispersas.

### Estudios de nanotecnología
Bacillus licheniformis se puede utilizar en la síntesis de nanocubos de oro con tamaños entre 10 y 100 nanómetros. Las nanopartículas de oro suelen sintetizarse a altas temperaturas en disolventes orgánicos o utilizando reactivos tóxicos. Las bacterias los producen en condiciones mucho más suaves.

### Método de Navarro y col.
Para partículas mayores de 30 nm, el control del tamaño de partícula con una baja polidispersidad de nanopartículas de oro esféricas sigue siendo un desafío. Con el fin de proporcionar el máximo control sobre la estructura de la nanopartícula, Navarro y sus colaboradores utilizaron un procedimiento Turkevitch-Frens modificado utilizando acetilacetonato de sodio como agente reductor y citrato de sodio como estabilizador.

### Sonólisis
Otro método para la generación experimental de partículas de oro es la sonólisis. El primer método de este tipo fue inventado por Baigent y Müller. Este trabajo fue pionero en el uso de ultrasonidos para proporcionar la energía para los procesos involucrados y permitió la creación de partículas de oro con un diámetro menor a 10 nm. En otro método que usa ultrasonido, la reacción de una solución acuosa de HAuCl4 con glucosa, los agentes reductores son radicales hidroxilo y radicales de pirólisis de azúcar (que se forman en la región interfacial entre las cavidades colapsadas y el agua a granel); la morfología obtenida es la de las nanocintas con un ancho de 30 a 50 nm y longitud de varios micrómetros. Estas cintas son muy flexibles y se pueden doblar con ángulos superiores a 90°. Cuando la glucosa es reemplazada por ciclodextrina (un oligómero de glucosa), solo se obtienen partículas esféricas de oro, lo que sugiere que la glucosa es esencial para dirigir la morfología hacia una cinta.

### Método mediado por copolímeros de bloque
Sakai et al. desarrollaron una metodología de síntesis económica, ambientalmente benigna y rápida para nanopartículas de oro utilizando copolímero de bloques. En esta metodología de síntesis, el copolímero de bloques juega el doble papel de agente reductor y también de agente estabilizador. La formación de nanopartículas de oro comprende tres pasos principales: reducción de iones de sal de oro mediante copolímeros de bloque en la solución y formación de grupos de oro, adsorción de copolímeros de bloque en grupos de oro y reducción adicional de iones de sal de oro en las superficies de estos grupos de oro para la crecimiento de partículas de oro en etapas, y finalmente su estabilización por copolímeros de bloque. Pero este método suele tener un rendimiento limitado (concentración de nanopartículas), que no aumenta con el aumento de la concentración de sal de oro. Ray y col. mejoraron este método de síntesis al aumentar el rendimiento de nanopartículas a temperatura ambiente.